# عين زيتيم

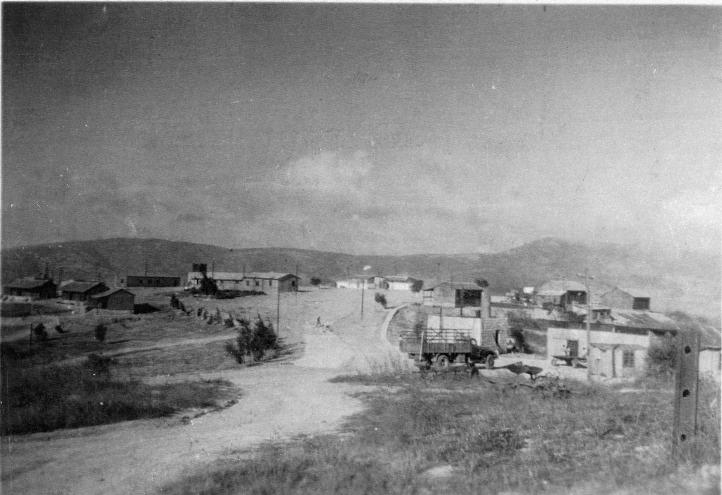
عين زيتيم

عين زيتيم مستوطنة زراعية سابقاً تقع على بعد حوالي 2 كم شمال صفد تأسست لأول مرة في عام 1891.
عندما دمر الزلزال صفد، نزل إسرائيل باك إلى عين الزيتون ونقل إليها بقايا مطبعتها على أمل إعادة تركيبها.
تأسست عين زيتيم على يد أعضاء جمعية دورشي صهيون (طالبو صهيون)، وهي مجموعة صهيونية رائدة من مينسك. وعلى الرغم من المعارضة القوية من قبل الحكومة التركية، تمكن المستوطنون من إنشاء مزارع تضم بساتين الزيتون والبساتين ومنتجات الألبان والدواجن.
تم بناء عين زيتيم على بعد 800 متر شمال القرية العربية عين الزيتون، وكانت قرية مختلطة بين العرب واليهود خلال العصور الوسطى.
في عام 1891، اشترى بعض المضاربين 430 هكتارًا من الأراضي على بعد حوالي 3 كيلومترات شمال صفد، وباعوها لمجموعة من العمال. نظرًا لعدم قدرتهم على إدارة الأرض بشكل صحيح، قام الملاك الجدد بنقلها إلى البارون دي روتشيلد، الذي تم بمساعدته زراعة 750.000 كرمة والعديد من أشجار الفاكهة في غضون ست أو سبع سنوات، وخلال هذه الفترة تم بناء عدد من المنازل. كان عدد السكان في عام 1898 هو 51.

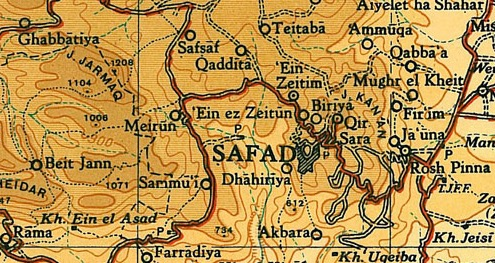
القرى حول صفد، 1945

تأسست كمزرعة لتدريب الشبان على العمل الزراعي، ودمرت أكثر من مرة خلال الثورات العربية زمن الانتداب البريطاني،
تم هجر القرية خلال الحرب العالمية الأولى ولم يعود إليها سوى عدد قليل من السكان في نهاية الحرب. وتذكر المصادر التاريخية وروايات أهل عين الزيتون أن المستعمرة هجرت تماماً منذ ثورة البراق عام 1929 بعد مقتل ثلاثة مستوطنين وحتى عام 1948، بعد مناوشات عديدة بين اهل القرية والمستوطنين، سجل تعداد فلسطين عام 1922 عدد سكان يبلغ 37 نسمة، منهم 30 يهوديًا و7 مسلمين. تم تسجيل ستة مسلمين ويهودي واحد هناك في عام 1931، يعيشون في أربعة منازل. فشلت محاولة إحياء القرية عام 1933.

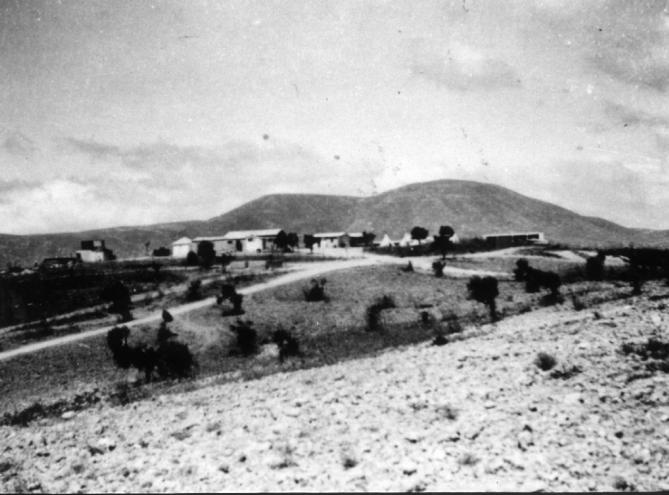
منظر لعين زيتيم. 1947

وفي 1946 أعيد إنشاء القرية تحت إشراف الوكالة اليهودية بحماية الهاغاناه، كان عدد سكانها 100 نسمة في عام 1947، ولكن بحلول نهاية عام 1951 انخفض عدد السكان إلى 40 نسمة. وسكنها منذ عام 1954 يهود مهاجرين من هنغاريا وترانسلفانيا، وكان عددسكانها عام 1960 حوالي 184 نسمة، وتشتهر المستعمرة بزراعة الزيتون والأشجار الحراجية"، الجدير ذكره أن أراضي قرية عين الزيتون ضمت إدارياً لهذه المستعمرة.
وفي نهاية المطاف، هجرها سكانها وأصبحت جزءًا من قاعدة عسكرية.